# Gobierno de la República Democrática de Azerbaiyán
La República Democrática de Azerbaiyán (28 de mayo de 1918 - 28 de abril de 1920) fue la primera república independiente, proclamada en el territorio de la República de Azerbaiyán.

## Gabinetes del gobierno
Primer gabinete del gobierno de la República fue convocado por Fatali khan Khoiski el 28 de mayo de 1918 y se disolvió l 18 de junio de 1918.
| Puesto                                                            | Jefe                       | Fotografía | Partido                      |
| Presidente del Consejo Nacional y Ministro del Interior           | Fatali khan Khoiski        |            | sin partido                  |
| Ministro de Guerra                                                | Khosrov Pasha Sultanov     |            | Musavat                      |
| Ministro del Exterior                                             | Mammad Hasan Hacinski      |            | Musavat                      |
| Ministro de Finanzas y Ministro de Educación Nacional             | Nasib bek Usubbekov        |            | Musavat                      |
| Ministro de Justicia                                              | Khalil bek Khasmammadov    |            | Musavat                      |
| Ministro del comercio e industria                                 | Mammad Yusuf Djafarov      |            | sin partido; después Musavat |
| Ministro de agricultura y Ministro de trabajo                     | Akper agha Sheykhulislamov |            | Hummet                       |
| Ministro de carreteras y Ministro del Correo y Telecomunicaciones | Khudadat bek Melik Aslanov |            | sin partido                  |
| Contralos del Estado                                              | Djamo bek Hacinski         |            | socialista                   |

Segundo gabinete del gobierno azerbaiyano fue convocado el 17 de junio de 1918 y retirado el 7 de diciembre de 1918. El 6 de octubre de 1918 fue cambiado la composición del gabinete. El jefe del gabinete fue Fatali khan Khoiski.
Hasta el 6 de octubre
| Puesto                                                    | Jefe                       | Fotografía | Partido     |
| El presidente del Consejo Nacional y Ministro de Justicia | Fatali khan Khosiki        |            | sin partido |
| Ministro del Exterior                                     | Mammad Hasan Hacinski      |            | Musavat     |
| Ministro de educación y religión                          | Nasib bek Usubbekov        |            | Musavat     |
| Ministro del Interior                                     | Beibut agha Djavanshir     |            | sin partido |
| Ministro de agricultura                                   | Khosrov bek Sultanov       |            | Musavat     |
| Ministro de salud y seguridad social                      | Khudadat bek Rafibekov     |            | Musavat     |
| Ministro de carretera                                     | Khudadat bek Melik Aslanov |            | sin partido |
| Ministro del comercio e industria                         | Agha Ashurov               |            | sin partido |
| Ministro de finanzas                                      | Abdul Ali bek Amirdjanov   |            | sin partido |
| Ministro sin cartera                                      | Alimardan bek Topchibashev |            | sin partido |
| Ministro sin cartera                                      | Musa bek Rafiyv            |            | Musavat     |
| Ministro sin cartera                                      | Khalil bek Khasmamadiv     |            | Musavat     |

Desde 6 de octubre de 1918
| Puesto                                                       | Jefe                       | Fotografía | Partido     |
| Presidente del Consejo Nacional                              | Fatali khan Khoiski        |            | sin partido |
| Ministro del comercio, la industria y los asuntos interiores | Beibut agha Djavanshir     |            | sin partido |
| Ministro del Exterior                                        | Alimardan bek Topchibashev |            | sin partido |
| Ministro de finanzas                                         | Mammad agha Hacinski       |            | Musavat     |
| Ministro de educación nacional                               | Nasib bek Usubbekov        |            | Musavat     |
| Ministro de carretera                                        | Khalil bek Khasmammadov    |            | sin partido |
| Ministro de agricultura                                      | Khosrov bek Sultanov       |            | Musavat     |
| Ministro de salud nacional                                   | Khudadat bek Rafibekov     |            | sin partido |
| Ministro del correo y telecomunicación                       | Agha Ashurov               |            | sin partido |
| Ministro de convalecencia y religión                         | Musa bek Rafiyev           |            | Musavat     |
| Ministro de guerra                                           | Ismail khan Ziyadkhanov    |            | sin partido |
| Contralor del Estado                                         | Abdul Ali bek Amirdjanov   |            | sin partido |

Tercer gabinete del gobierno fue convocado el 26 de diciembre de 1918 y trabajó hasta 14 d marzo de 1919.  
| Puesto                                                  | Jefe                                             | Fotografía | Partido              |
| Presidente del Consejo Nacional y Ministre del Exterior | Fatali khan Khoiski                              |            | sin partido          |
| Ministro del Interior                                   | Khalil bek Kahsmammadov                          |            | Musavat              |
| Ministro de finanzas                                    | I. N. Protasov                                   |            | Sociedad eslavo-ruso |
| Ministro de carretera                                   | Khudadat bek Melik Aslanov                       |            | sin partido          |
| Ministro de Justicia                                    | Teimur khan Makinski                             |            |                      |
| Ministro de educación nacional y religión               | Nasib bek Usubbekov                              |            | Musavat              |
| Ministro del correo, telecomunicación y trabajo         | Aslan bek Safikyurdski                           |            | socialista           |
| Ministro de guerra                                      | Samed bek Mekhmandarov                           |            | sin partido          |
| Ministro de convocación                                 | Rustam khan Khoiski                              |            | sin partido          |
| Ministro de salud nacional                              | Evsey Yakovlevich Gindes                         |            | Sociedad eslavo-ruso |
| Ministro del comercio e industria                       | Mirza Asadullayev                                |            | sin partido          |
| Controlar del Estado                                    | Mammadhasan Hacinski (hasta 16 de enero de 1919) |            |                      |
| Controlar del Estado                                    | A. Hasanod (desde 16 de enero de 1919)           |            |                      |
| Ministro de Alimentación                                | Konstantin Nikolaevich Lizqar                    |            | Sociedad eslavo-ruso |
| Ministro de agricultura                                 | Khosrov bek Sultanov                             |            | Musavat              |

Cuarto gabinete fue convocado el 14 de marzo de 1919. El jefe fue Nasib bek Usubbekov. Gabinete fue se disolvió el 22 de diciembre de 1919.  
| Puesto                                                  | Jefe                          | Fotografía | Partido              |
| Presidente del Consejo Nacional y Ministro del Interior | Nasib bek Usubbekov           |            | sin partido          |
| Ministro de finanzas                                    | Aliagha Hasanov               |            | sin partido          |
| Ministro del comercio e industria                       | Agha Aminov                   |            | sin partido          |
| Ministro del Exterior                                   | Mammad Yusuf Hacinski         |            | Musavat              |
| Ministro de carreteras                                  | Khudadat bek Melik Aslanov    |            | sin partido          |
| Ministro del correo y telecomunicación                  | Djamo Hacinski                |            | socialista           |
| Ministro de guerra                                      | Samed bek Mekhmandarov        |            | sin partido          |
| Ministro de convocación                                 | Viktor Viktorovich Klenevskiy |            | Sociedad eslavo-ruso |
| Ministro de salud                                       | A. N. Dastakov                |            |                      |
| Ministro de educación y religión                        | Rashid khan Kallanov          |            | Exrar                |
| Ministro de agricultura                                 | Aslan bek Kardashev           |            | Exrar                |
| Ministro sin cartera                                    | Kh. Amaspyur                  |            | Dashnaktsutiun       |
| Ministro-controlar                                      | Nariman bek Narimanbekov      |            | Musavat              |
| Ministro de justicia y trabajo                          | Aslan bek Safikyurdski        |            | socialista           |
| Ministro del interior                                   | Mammadhasan Hacinski          |            | Musavat              |

Quinta composición del gabinete del gobierno. Se convocó el 22 de diciembre de 1919, se disolvió el 30 de marzo de 1920 y fue el último gabinete del gobierno de la República Democrática de Azerbaiyán,  
| Puesto                                                                      | Jefe                                                 | Fotografía | Partido                        |
| Presidente del Consejo Nacional                                             | Nasib bek Usubbekov                                  |            | Musavat                        |
| Ministro del Exterior                                                       | Fatali khan Khoiski                                  |            | sin partido                    |
| Ministro de Guerra                                                          | Samed bek Mekhmandarov                               |            | sin partido                    |
| Ministro del Interior                                                       | Mammadhasan Hacinski                                 |            | Musavat, después fue comunista |
| Ministro del Interior                                                       | Mustafa bek Vekilov                                  |            | Musavat                        |
| Ministro de Justicia                                                        | Khalil bek Khasmammadov                              |            | Musavat                        |
| Ministro de finanzas                                                        | Rashid khan Kaplanov                                 |            | Ekhrar                         |
| Ministro de educación y religión                                            | Gamid agha Shaktakhtinski (hasta 5 de marzo de 1920) |            | Ittikhad                       |
| Ministro de educación y religión                                            | Nurmamed bek Shakshsuvarov (del 5 de marzo de 1920)  |            | Ittikhad                       |
| Ministro de trabajo y agricultura                                           | Akhmed bek Pepinov                                   |            | socialista                     |
| 1.Ministro de carretera 2.Ministro del comercio, industria e alimentación   | Khudadat bek Melik Aslanov                           |            | sin partido                    |
| Ministro del comercio, industria e alimentación (del 18 de febrero de 1920) | Mammadhasan Hacinski                                 |            |                                |
| Ministro del correo y telecomunicación                                      | Djamo Hacinski                                       |            | socialista                     |
| Ministro de salud y convocación                                             | Musa bek Rafiyev                                     |            | Musavat                        |
| Controlar del Estado                                                        | Heybatgulu Mammadbayli                               |            | Ittikhad                       |